# Visby högre allmänna läroverk
Visby högre allmänna läroverk var ett läroverk i Visby verksamt från 1857 till 1968.

## Historia
Under medeltiden fanns tre skolor i Visby, men det är oklart hur länge skolor kom att finnas kvar. Åtminstone en av dessa, vid Sankta Maria kyrka, kom att leva vidare under 1500-talet. Under den danska tiden fanns tre lärare vid skolan. Då Gotland blev svenskt 1645 fungerade skolan dåligt. Lärarna hade dålig lön och den drogs med ekonomiska problem. Med skolordningen 1649 kom den att organiseras som en trivialskola. Haquin Spegel lyckades under sin tid som superintendent utverka att skolan fick ett pastorat som prebende, under lång tid kom Endre socken att fungera som prebendesocken, och kom 1821 att bli rektorsprebende vid läroverket, innan prebendet 1911 slutligen drogs in.
Gotland ingick i Drottning Kristinas underhållsländer och genom Haquin Spegels begäran om stöd till skolan gav hon 1685 400 silvermynt årligen för att organisera undervisningen. Efter hennes död 1689 uteblev pengarna och skolan kom snart i stora ekonomiska svårigheter, innan Petrus Stjernman 1691 lyckades förmå Kunglig majestät att anslå samma summa till skolans drift. Det dröjde till 1700-talet innan skolan i Visby organiserades på samma sätt som de övriga trivialskolorna i Sverige. De ekonomiska problemen fortsatte till dess att 1770 Väskinde och Bro socknar anslogs som lön åt conrektorn vid skolan. Detta kom att fortsätta till 1863.
1820 inrättades ett gymnasium i Visby, med lokaler i ett hus vid Strandgatan. Invigningen skedde 1821. Trivialskolan kom 1822 att ombildas till en lärdoms- och apologistskola.  1857 slogs dessa skolor samman och bildade ett högre elementarläroverk som 1879 blev Visby högre allmänna läroverk. Skolan kommunaliserades 1966 och namnändrades därefter till Sankt Hansskolan. Studentexamen gavs från 1865 till 1968 och realexamen från 1907 till 1970.
Skolbyggnaden, Sankt Hansskolan, ritad av Fredrik Wilhelm Scholander, stod färdig 1859.

## Rektorer
- 1875–1883: Nicolaus August Forsberg[3]
- 1883–1884: Hugo Hernlund[3]
- 1884–1886: Carl Sprinchorn[3]
- 1886–1892: Per Gustaf Samuel Jacobsson[3]

### Lektorer
- Arvid Henrik Sundberg[3]
- Herman Joh. Carl Cramér[3]
- Carl Johan Bergman[3]
- 1878–1892: Johan Alfred Fagerholm[3]
- 1884–1892: Nils Höjer[3]
- 1888–1892: Mathias Klintberg[3]
- 1890–1892: Johan August Gylling[3]